# 等 (陳百強歌曲)
《等》，由鄭國江填詞、顧嘉煇編曲、陳百強作曲並演唱，是1984年香港電影《聖誕快樂》的插曲，歌詞描寫男與女之間錯過的一段戀情。此曲收錄於陳百強在1985年初推出的個人第二張新曲+精選專輯《陳百強精選》，是專輯中的三首新曲之一。此曲不只是陳百強其中一首最著名的原創代表作，更曾被陳百強透露是他個人最喜歡個人創作之一。
此曲以一首以C大調寫成，BPM 72，4/4節拍的抒情曲。

## 創作背景
陳百強曾透露，他原本打算跟飾演女主角的徐小鳳合唱此曲，但因所屬公司不同而不成事。後來他錄製獨唱版時，希望加添新的元素，便在結尾用假聲哼唱，營造藍調的感覺。
鄭國江曾憶述填詞時，飾演戲中男主角的麥嘉提供了一個概念，以歌詞主人翁年紀，每一段感情都可能是最後一班的巴士，於是鄭國江又勾起一次旅行差點錯過一班車的回憶，便將這些靈感化為一位年輕人對父親的勸告，舖延成詞 。

## 反響和評價
1985年，《等》入選無綫電視台「十大勁歌金曲」第1季季選，並成為香港電台「中文歌曲龍虎榜」第四、五週的冠軍歌；但因合约纠纷，谣言等因素沒有在年終的樂壇頒獎禮得到任何獎項，却成为重要经典金曲。
「莫道你在選擇人，人亦能選擇你」一句被視為精警的哲理，常為人所引用，如李嘉欣、月巴氏、霍玉蓮等。而「等，寂寞到夜深」後來亦成為了流行網絡用語。
香港音樂人雷頌德對此曲評價甚高，說：「《等》是最好一首歌手自作自唱的歌。香港的Singer- song- writer不多，但也有這樣的人才。整首歌旋律及演繹，天衣無縫，歌手不是在唱歌，聽眾入耳的，是一個人的心聲。」

## 翻唱版本
| 年份 | 歌手           | 場合/專輯                                           |
| ---- | -------------- | --------------------------------------------------- |
| 1994 | 葉蒨文、陳百強 | 《紫色的回憶》合輯 無綫電視「陳百強金曲紀念演唱會」 |
| 1995 | 陳慧嫻         | 無綫電視「翡翠歌星賀台慶」                          |
| 1996 | 張學友         | 無綫電視「星光熠熠耀保良」                          |
| 1998 | 夏韶聲         | 《諳》專輯                                          |
| 2000 | 苏永康         | 無綫電視「護苗基金星輝夜」                          |
| 2001 | 陳奕迅         | 《Eason 18首選》專輯                                |
| 2001 | 李克勤         | 李克勤「港樂·克勤Live」演唱會                       |
| 2001 | 梅艷芳         | 電影《男歌女唱》插曲                                |
| 2002 | 謝霆鋒         | 新城主力唱好霆鋒弦燒音樂會                          |
| 2004 | 張學友         | 張學友「活出生命Live演唱會」                        |
| 2008 | 湯寶如         | 亞洲電視「樂壇風雲50年」                            |
| 2010 | 陳奕迅         | DUO陳奕迅2010演唱會                                 |
| 2014 | 陳果           | 《喝彩》專輯                                        |
| 2015 | 梁漢文         | 無綫電視「重燃生命慈善夜」                          |
| 2015 | 陳美玲、陳柏宇 | 無綫電視「Sunday靚聲王」EP21                        |
| 2015 | 陳松伶、于天龍 | 無綫電視「Sunday靚聲王」EP31                        |
| 2016 | 陳潔儀         | 《等》EP                                            |
| 2017 | 張敬軒         | The Magical Teeter Totter 張敬軒•王苑之演唱會       |
| 2018 | 何嘉莉         | 無綫電視「流行經典50年」                            |
| 2018 | 劉美君         | 高歌陳百強演唱會                                    |
| 2020 | 王馨平         | 伍仲衡＆王馨平唱好音樂Facebook Live                 |
| 2021 | 何晉樂         | 無綫電視「聲夢傳奇」                                |
| 2021 | 姜濤           | 「Moov Live Music on the Road」音樂會               |
| 2022 | 張智霖         | 湖南衛視「聲生不息」第7期                           |
| 2022 | 張琳           | 浙江衛視「中國好聲音」EP6                           |
| 2023 | 王馨平         | 王馨平女人馨情演唱会2023                            |
| 2023 | 力臻           | 公共廣播95年真經典靚歌再重聚                        |
| 2024 | 陳松伶         | 「黃凱芹35週年演唱會」廣州站                        |
| 2025 | 陳松伶         | 「耳愛傳聲」19週年慈善演唱會2025                    |
| 2025 | 林俊逸         | 華人工商大展                                        |
| 2025 | 光良           | 光良不會分離30周年演唱會                            |

## 另見
- 《陳百強精選》專輯
- 電影《聖誕快樂》

## 外部連結
- 鄭國江在官方臉書上傳的《等》初稿，寫於1984年11月13日。
- 《等》的初稿之一，寫於1984年11月16日，HK01記者葉志明攝於2019年「深愛着你40年陳百強珍藏展」。 （页面存档备份，存于）